# Тоба (Міє)

То́ба (яп. 鳥羽市, とばし, МФА: [toba ɕi̥]?) — місто в Японії, в префектурі Міє. Розташоване в східній частині префектури, на півночі півострова Сіма, на узбережжі затоки Ісе.   Виникло на основі середньовічного призамкового містечка піратського роду Кукі. Отримало статус міста 1954 року. Площа становить 107,99 км². Станом на 1 серпня 2011 року населення складало 20 965  осіб, густота населення — 194 осіб/км².  Основою економіки є рибальство, виробництво штучних перлів, суднобудування, машинобудування, комерція, туризм.  В місті розташовані міський акваріум, острів перлів Мікімото, руїни замку Тоба, численні буддистські монастирі. 